# (14619) Plotkin
(14619) Plotkin est un astéroïde de la ceinture principale.

## Description
(14619) Plotkin est un astéroïde de la ceinture principale. Il fut découvert le 16 octobre 1998 à Kitt Peak par le projet Spacewatch. Il présente une orbite caractérisée par un demi-grand axe de 2,24 UA, une excentricité de 0,08 et une inclinaison de 4,7° par rapport à l'écliptique.

## Compléments